# Andrej Jakovljevič Baklan
Andrej Jakovljevič Baklan (ukrajinsko Андрій Якович Баклан, Andrij Jakovič Baklan; rusko Андрей Яковлевич Баклан), sovjetski letalski častnik, vojaški pilot, letalski as in heroj Sovjetske zveze, * 23. julij 1917, Kalinivka, Hersonska gubernija, Ruski imperij, † 20. maj 1985, Pskov, ZSSR.
Baklan je v svoji vojaški službi dosegel 22 samostojnih in 23 skupnih zračnih zmag.

## Življenje
Med zimsko vojno je bil pripadnik 49. lovskega letalskega polka.
Do februarja 1942 je bil pripadnik tega polka, nato pa je bil pripadnik 521. lovskega letalskega polka. Aprila 1942 je bil premeščen k 434. lovskemu letalskemu polku, nato pa k 19. lovskemu in 176. gardnemu lovskemu letalskemu polku.
V karieri je letel na I-153, Jak-1, Jak-7B, La-5FN in La-7.

## Odlikovanja
- heroj Sovjetske zveze (23. november 1942)[2]
- red Lenina (2x)
- red rdeče zastave
- red Suvorova 3. stopnje
- red domovinske vojne 1. stopnje
- red rdeče zvezde